# Phlogophora trapezina
Phlogophora trapezina là một loài bướm đêm trong họ Noctuidae.